# Museo delle navi antiche di Pisa
Il museo delle navi antiche di Pisa è un museo archeologico di Pisa facente parte della Direzione regionale musei della Toscana.
L'esposizione si svolge all'interno delle sale e delle campate degli Arsenali medicei ed è articolata in otto sezioni. Espone le navi antiche e i reperti scoperte nel 1998. Il museo è aperto al pubblico dal 16 giugno 2019. 

## Storia e descrizione del ritrovamento
Nel dicembre 1998 durante i lavori per la costruzione di un edificio che avrebbe dovuto ospitare la sede del nuovo Sistema di Comando e Controllo (SSC) presso la stazione di Pisa San Rossore iniziarono a emergere dagli scavi sotterranei tracce di materiale archeologico.
La scoperta si rivelò presto ben più importante del previsto, trattandosi di un sito di eccezionale importanza. Inizialmente si riteneva si trattasse di uno scalo portuale, ma ben presto si è identificata la vera natura del deposito: si tratta del punto di incrocio di un canale della centuriazione pisana con il corso del fiume Serchio (l'antico "Auser"), dove, a seguito di una serie di disastrose alluvioni (ne sono state identificate almeno nove, dal II secolo a.C. al VII secolo d.C.), sono affondate almeno trenta imbarcazioni.
Le imbarcazioni, tra navi da trasporto e barche fluviali, sono risultate essere perfettamente conservate, grazie alla particolare situazione di completa mancanza di ossigeno e la presenza di falde sotterranee. Ci sono così potuti pervenire una grande quantità di materiali solitamente deperibili, quali legno, cordami, cesterie, attrezzi da pesca e utensili. Inoltre si è recuperato buona parte del carico di queste navi contenuto in anfore e vasi. Dagli studi approfonditi si è potuti risalire anche a valide ipotesi sull'area di provenienza delle navi, che sarebbero giunte da varie parti del Mediterraneo: Gallia, Campania, Adriatico, ecc.
La scoperta eccezionale ha fatto parlare di una Pompei in versione marittima. Il cantiere, data la grande complessità della situazione stratigrafica, è stato reso stabile e trasformato in un cantiere scuola, dove gli scavi sono proseguiti sistematicamente per almeno dieci anni. Le imbarcazioni sono state restaurate presso il Centro di Restauro del Legno Bagnato, realizzato presso il Cantiere.
Il cantiere di scavo e il laboratorio di restauro sono stati visitabili su appuntamento e in particolari occasioni per tutta la durata dei lavori. Infine il museo è stato aperto definitivamente al pubblico in occasione della festa di San Ranieri del 2019.

## La sequenza dello scavo

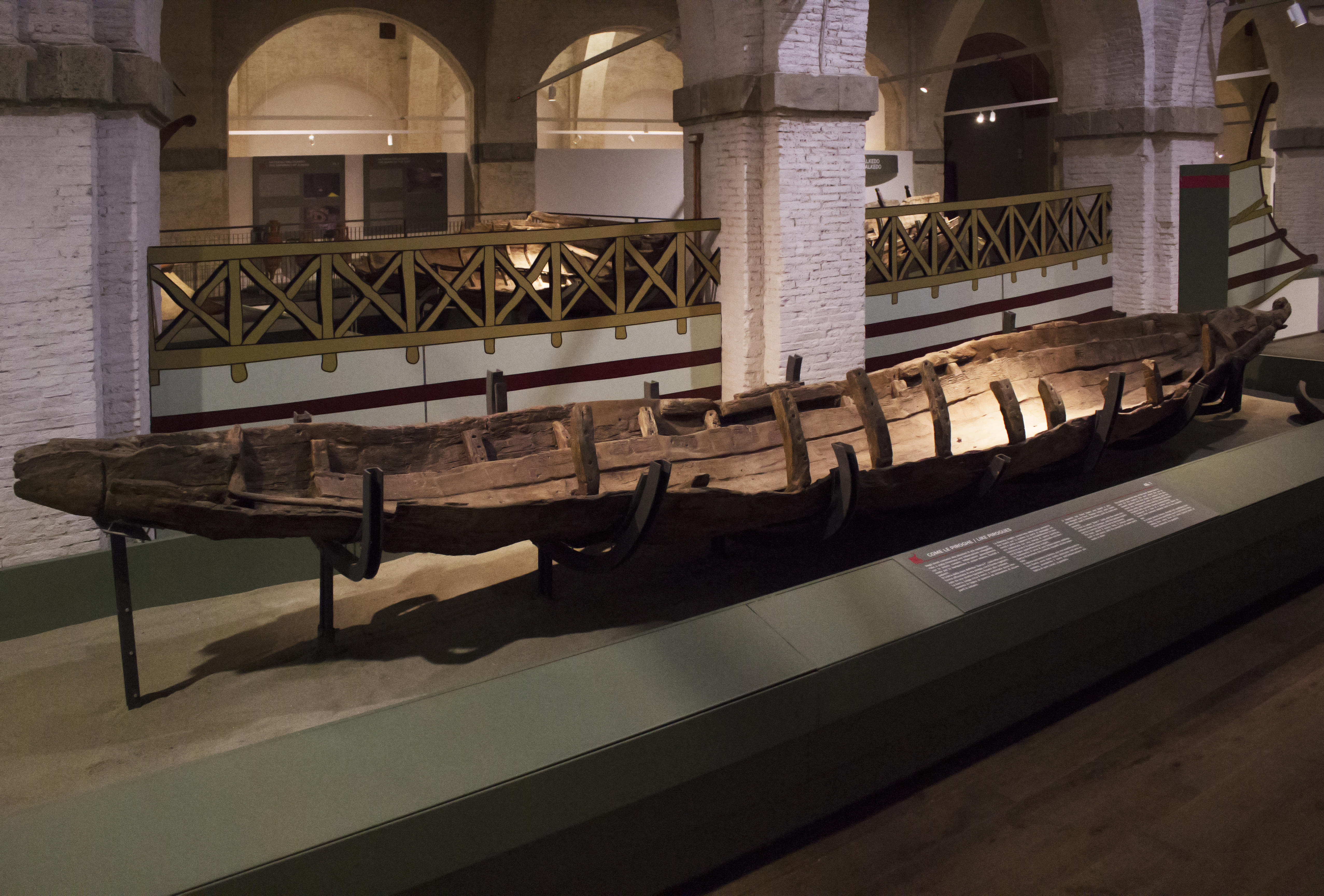
La barca F

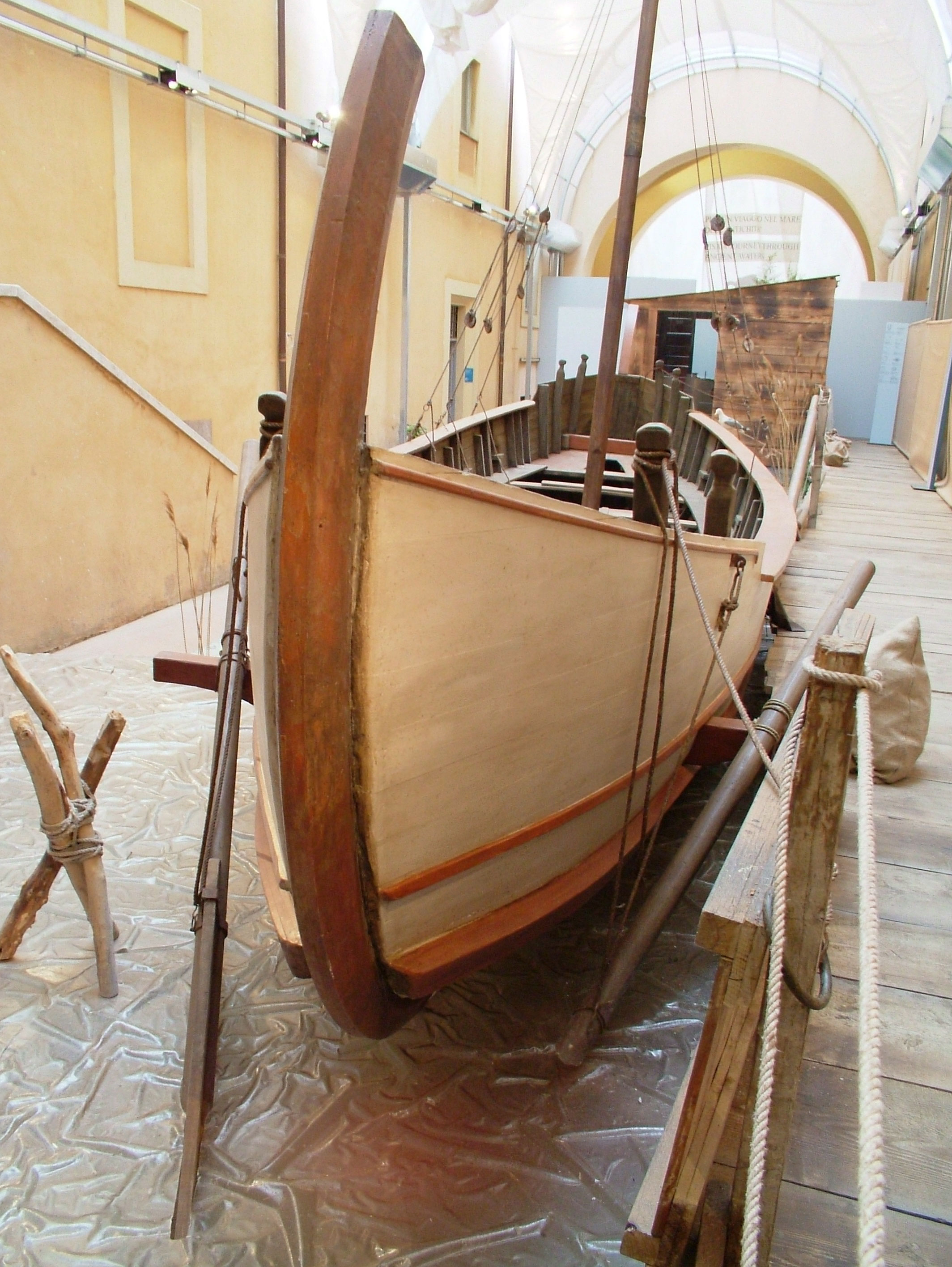
Ricostruzione della barca postale di epoca augustea Alkedo

Il sito, in realtà, presenta una stratigrafia ancora più complessa, testimoniando la storia di un’ansa fluviale del Serchio per oltre 1200 anni di storia. Sono state al momento identificate 13 fasi:
Fase I (VI-V secolo a.C.)
I ritrovamenti più antichi consistono nei resti di alcune capanne etrusche, localizzate in una radura del fitto bosco che caratterizzava la piana pisana nei pressi del fiume. La riva fluviale era rinforzata da una palizzata e da una lunga massicciata, mentre un corso d’acqua minore era regolato da una saracinesca in legno.
Fase II (200-175 a.C.) 
Con il II secolo a.C., assistiamo alla prima alluvione e al primo naufragio. Una imbarcazione di grandi dimensioni (la cosiddetta “nave ellenistica” o nave “R”), proveniente verosimilmente dalla Spagna, si schianta contro la riva disperdendo i suoi elementi e il suo carico in una vasta area. La nave trasportava derrate alimentari (tra cui un carico di prosciutti di spalla probabilmente in salamoia) contenuti in anfore.
Fase III (100-50 a.C.)
Nel corso del I secolo a.C. scompaiono i pollini di alberi di alto fusto che hanno caratterizzato tutta la fase etrusca, e compaiono pollini di graminacee (campi coltivati) e di erbe palustri (campi incolti a lato del fiume). Il nuovo paesaggio centuriato della colonia romana parte da un intensivo disboscamento (Strabone V.2.5 parla del commercio del legname come di una delle principali fonti di reddito della Pisa romana) e pone le basi per il considerevole dissesto idrogeologico che porterà alle grandi alluvioni di età romana. Il paesaggio si organizza, come di consueto nelle colonie romane, con una divisione agraria regolare del territorio, in centurie di 710 metri di lato, alcune delle quali delimitate da canali di drenaggio. Proprio uno di questi canali attraversa l’area di scavo e interseca il corso del fiume Serchio, creando la situazione di rallentamento delle acque che genererà il deposito archeologico rinvenuto. Il rinvenimento di alcuni dolia (grandi orci per derrate alimentari), trasportati dalla corrente fluviale, testimoniano la presenza di un relitto esterno all’area di scavo, e di una alluvione non documentata stratigraficamente.
Fase IV (1-15 d.C.)
La prima grande alluvione, una delle più disastrose, coinvolse numerose imbarcazioni, tra le meglio conservate:
- La nave “C” o “Alkedo” è il relitto meglio conservato dell’antichità classica. Nave da diporto foggiata a forma di nave da guerra, era spinta da dodici rematori. La nave è stata rinvenuta sostanzialmente intatta, ad eccezione di parte della poppa e dell’arco di prua. Il nome “Alkedo” (gabbiano in latino) era tracciato in lettere greche su di una panca.
- La nave “B” era una nave da carico di medie dimensioni. Trasportava derrate alimentari e sabbia dalla Campania in anfore riutilizzate. Al di sotto del carico, rovesciatosi su di un lato in seguito al naufragio, è stato rinvenuto il corpo di un marinaio, ancora abbracciato al suo cane.
- La nave G e la nave E sono resti di due barconi fluviali, probabilmente utilizzati per il trasbordo e il trasporto locale delle merci.

Fase V (I-II secolo d.C.)
Una alluvione minore coinvolge la nave “P”, un barcone fluviale a fondo piatto. Viene realizzato un molo-contrafforte alla confluenza del canale probabilmente per contrastare l’erosione fluviale. Nei pressi dello scavo si insedia una fornace che produce ceramica invetriata.
Fase VI (imperatore Adriano)
Assistiamo a un ulteriore spostamento verso nord del corso del fiume; una alluvione coinvolge due imbarcazioni fluviali, la “H”, barchino a fondo piatto del tutto simile a quelli ancora in uso nelle acque interne del centro Italia, e la barca “F”, a volte erroneamente indicata come “piroga”. Si tratta di una lunga lintres, imbarcazione fluviale dalla forma affusolata e dalla sagoma deformata, per consentire la remata da un solo lato, proprio come le moderne gondole. Un relitto esterno all’ area è testimoniato da materiali fluitati. Alla fine dell’età adrianea sulla riva del fiume si imposta un probabile cantiere navale: un vascone rivestito da ceramica di scarto per sagomare sott’ acqua i tronchi delle chiglie, attrezzi per la lavorazione del legno e forcelle per il sostegno delle imbarcazioni fanno propendere per questa interpretazione.
Fase VII (250-280 d.C.)
Una serie di alluvioni e mutamenti dello stato fluviale spostano ulteriormente a nord il corso del fiume. Sulla riva settentrionale del fiume naufraga la nave A, grande imbarcazione da trasporto, con un carico di anfore galliche ed italiche a fondo piatto reimpiegate.
Fase VIII (280-400 d.C.)
In questa fase viene rinforzata la riva fluviale con la creazione di una alzaia rinforzata da palizzate: vengono infissi pali da ormeggio e viene realizzato un pontile e un capanno presso la riva del fiume, verosimilmente in relazione con un traghetto fluviale.
Fase IX (ca. 400 d.C.)
Una alluvione coinvolge un'imbarcazione minore (Q), una imbarcazione esterna all’ area di scavo ma testimoniata da materiali trasportati dalla corrente (L) e soprattutto un ben conservato traghetto fluviale (nave “I”), interamente realizzato in legno di quercia, e rivestito da fasce di ferro all’ esterno per rinforzare la struttura. La chiatta era spostata tra le due rive con un sistema di canapi, mossi da un argano di legno, che è stato rinvenuto in connessione con la barca.
Fase X (inizi del V sec. d.C.)
In un periodo di relativa calma del fiume viene realizzata una struttura sulla riva del fiume, di cui sono state rinvenute le fondazioni.
Fase XI (V sec. d.C.)
Una alluvione coinvolge una imbarcazione da carico, che affonda fuori dal perimetro del cantiere. Il carico della nave, costituito da anfore di piccole dimensioni (spatihia) viene trascinato dalla corrente per tutta l’area.
Fase XII (VI sec. d.C.)
Una grande alluvione, l’ultima attestata, coinvolge la nave “D”, grande barcone fluviale adibito al trasporto della rena, e lo capovolge. Il barcone, del quale si conserva in ottimo stato il ponte, era spinto da una vela (sono stati rinvenuti albero e pennone) e trainato dall'alzaia da cavalli. Si sono rinvenuti, infatti, in connessione con l’imbarcazione, lo scheletro di un cavallo e il basto a cui era aggiogato. La nave D è la più antica attestazione della tecnica costruttiva navale “a scheletro”. In relazione probabilmente a questa alluvione il Serchio si separa dall'Arno e assume un suo proprio corso. Il ramo fluviale che attraversa lo scavo diventa un ramo morto.
Fase XIII (VII sec. d.C.)
L’ultima fase stratigraficamente riconosciuta è una fase di calma fluviale, relativa al progressivo interro dell’ormai abbandonato braccio del fiume.

## Percorso espositivo

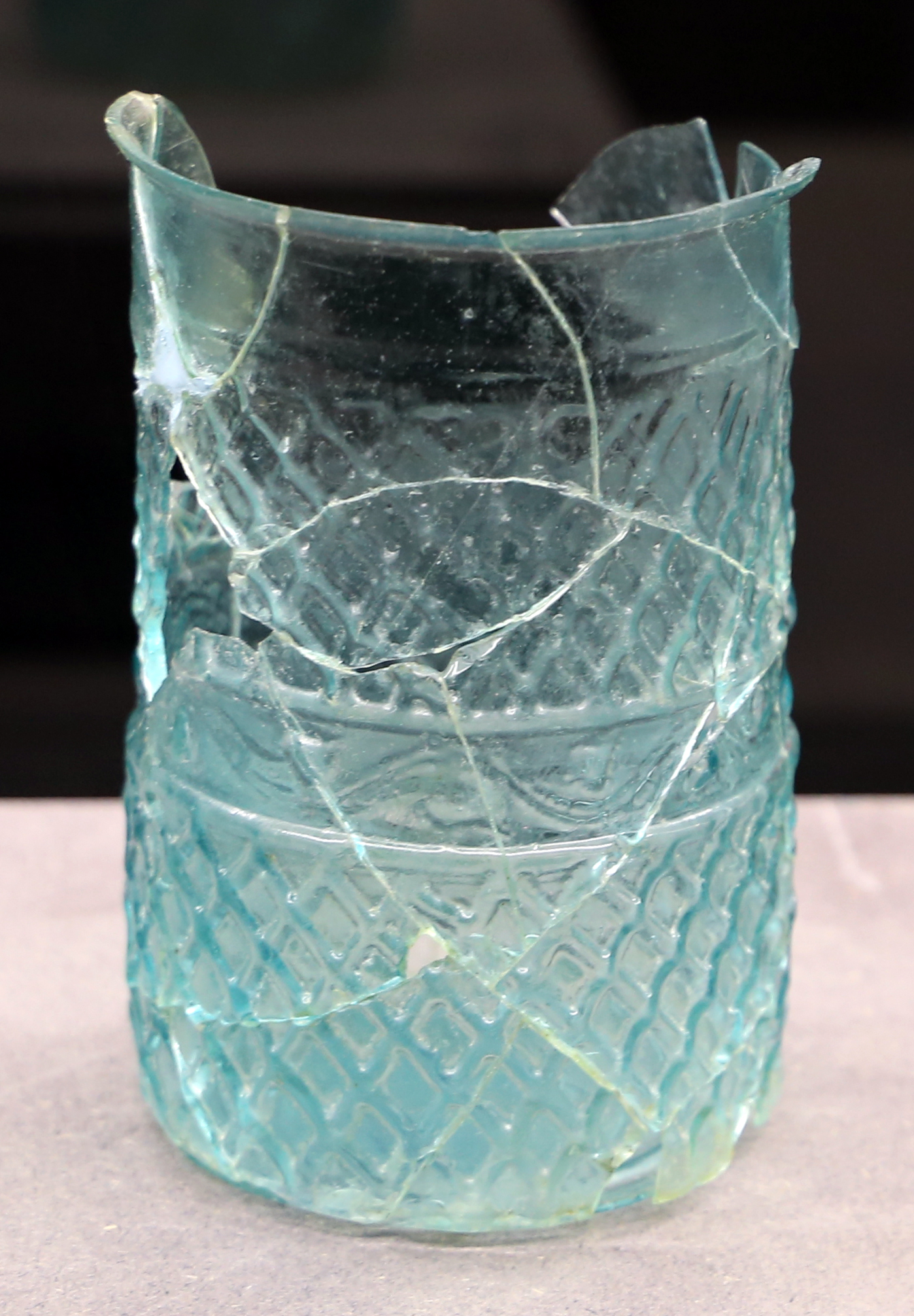
Produzione romana, bicchiere con losanghe e tralci d'edera a rilievo, I secolo d.C.

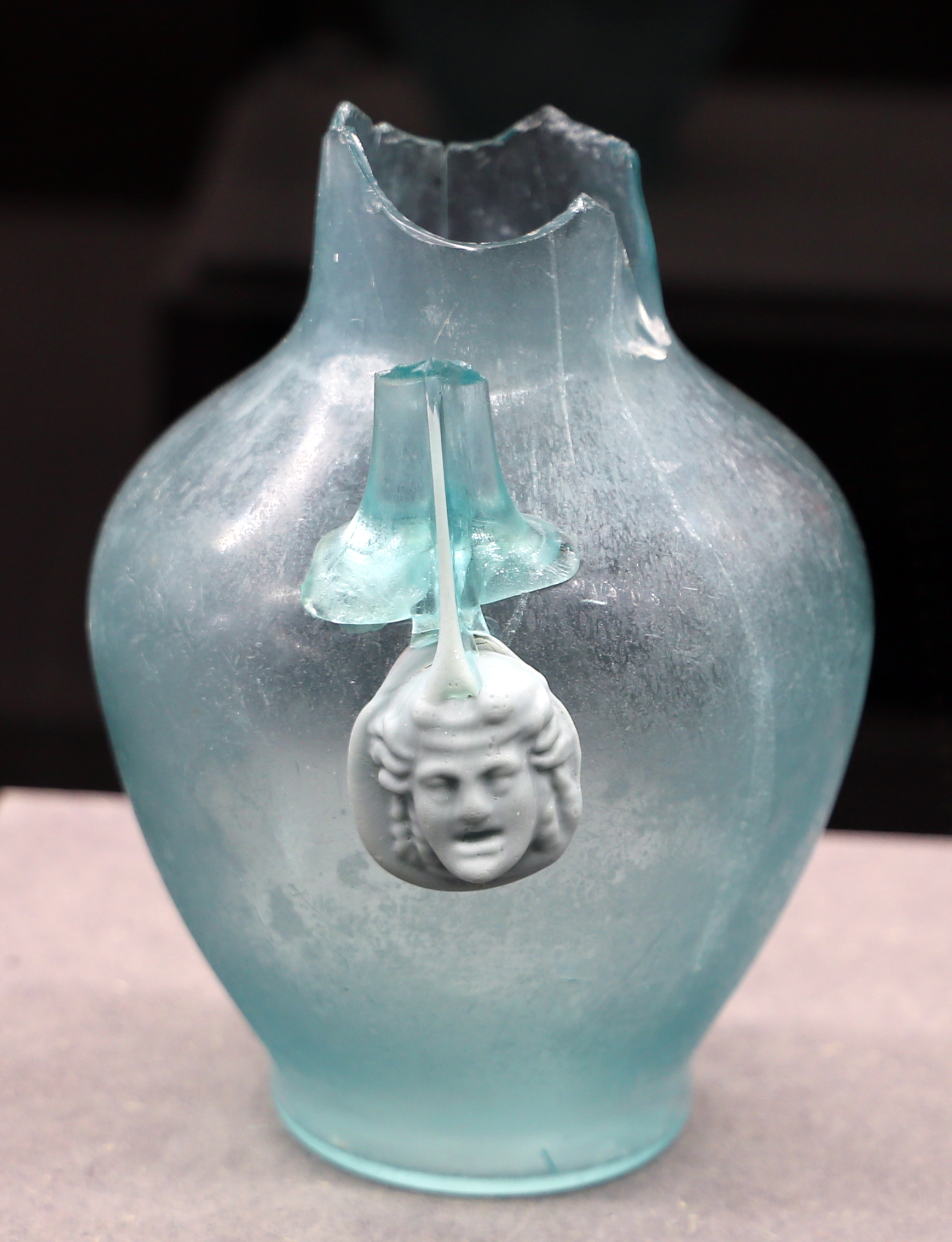
Produzione romana, brocca con maschera sull'attacco dell'ansa, I secolo d.C.

Il Museo delle Navi Antiche di Pisa si articola in 8 aree tematiche, all’interno delle quali si snodano, in una sequenza logica, le sezioni del museo. 
La sede sono gli Arsenali medicei, sul lungarno pisano, una serie di capannoni adibiti ad arsenali per la costruzione e la manutenzione delle galee dei cavalieri di Santo Stefano corpo cavalleresco adibito alla difesa navale contro la minaccia saracena. Sulla facciata degli arsenali, infatti, una serie di iscrizioni commemorano le principali vittorie dei cavalieri contro i Saraceni. Gli arsenali andarono ben presto in disuso e vennero occupati da strutture militari e poi da stalle. Fino al primo dopoguerra ospitarono il centro di riproduzione ippica dell’Esercito Italiano; parte degli stazzi e delle strutture adibite al ricovero dei cavalli sono state mantenute nell’allestimento, per conservare memoria di questa importante fase storica.
L'orario medio di una visita libera è di 90 minuti.

### I - La città tra i due fiumi
La prima sala è dedicata alla storia della città di Pisa tra archeologia e leggenda, il suo sviluppo fino alla fase etrusca prima e romana poi, l'arrivo dei Longobardi. Particolarmente rilevanti le tombe villanoviane a incinerazione dalla necropoli di Via Marche, le palizzate lignee delle capanne etrusche dallo scavo delle navi, il cippo etrusco della Figuretta, i materiali dal Tumulo del Principe etrusco di via San Jacopo, i materiali dalle sepolture longobarde da Piazza Duomo.

### II - Terra e acque
L’area tematica illustra il rapporto della città con il territorio e l'acqua: le alluvioni, l'organizzazione del territorio tra canali e centuriazioni, il Porto di Pisa, le cave e le officine ceramiche, la pesca, l'agricoltura, il legname e come questa intensa attività produttiva ha inciso sul territorio provocandone già in età antica il suo dissesto idrogeologico. In evidenza: il tesoretto di denari repubblicani di Fornacette, materiali e reperti botanici e faunistici, cesti e nasse, attrezzatura da pesca, tronchi semilavorati dal Cantiere delle Navi; la “passerella” della nave “ellenistica”. 

### III - La furia delle acque
La piana di Pisa fu soggetta a disastrose alluvioni per secoli: furono disastrose per il territorio, ma grazie agli scavi archeologici hanno consentito di ricostruire nel dettaglio una storia secolare fatta di navi, reperti, storie di vita e di commerci. Approfondimento sul metodo di scavo archeologico in ambiente umido. In evidenza: lo scheletro del marinaio e del suo cane morti nel naufragio della nave “B”, le enormi quantità di materiali rinvenuti nello scavi delle navi, materiali da sequestri e scavi subacquei.

### IV - Navalia
Sezione “metodologica”. Tratta dell’intervento sulle navi dello scavo pisano, delle tecniche antiche di costruzione navale, delle moderne tecniche di restauro. In evidenza: la nave “A” e i suoi materiali; la barca “R”, strumenti per la costruzione navale (mazzuoli, scalpello, chiodi, rivetti, mortase e tenoni etc.); ricostruzione del “cantiere navale” della fase adrianea, con legni, letto di anfore e forcelle di sostegno delle navi; la barca “G”

### V - Le navi
La sezione si articola su due distinte campate. La prima ospita le imbarcazioni da mare aperto; la visita dell’Alkedo introduce anche ai temi delle navi da guerra, mentre sul lato opposto sono esposte le navi commerciali; la seconda campata ospita le imbarcazioni da acque interne. In evidenza: L’Alkedo, il rostro di liburna da un sequestro, la “nave ellenistica” e il suo carico, i materiali dalla nave “B”, la nave “D” e il giogo da traino, le imbarcazioni fluviali minori (G, Q, P), la lintres “F”, il traghetto “I” con il suo argano. 

### VI - I commerci
Si viaggia per mare anche e soprattutto per commercio: l'oggetto principe sono le anfore da trasporto, i contenitori di quasi tutti i prodotti che si vendevano nel mondo antico; diffusione, importazione ed esportazione di merci particolari: beni di lusso, marmi, ceramica fine da tavola. Le oltre 13.000 anfore da trasporto rinvenute nello scavo delle navi e i materiali rinvenuti consentono di illustrare le dinamiche di commercio e scambio dell’antichità. In evidenza: la tipologia delle anfore dallo scavo, iscrizioni sulle anfore, la cd. “anfora da spumante” con capsula, terra sigillata di produzione pisana, tipologia di marmi importati.

### VII - La navigazione
Le navi romane, a remi e con vele quadre, navigavano regolate da un complesso sistema di manovre; il cantiere ha restituito notevoli parti di vela, che permettono di ricostruire con molta affidabilità il complesso sistema che era alla base della struttura delle vele. Materiali, oggetti, ricostruzioni e apparati multimediali per illustrare le tecniche di navigazione antica. In evidenza: la gigantesca ancora lignea della nave A; un remo dallo scavo delle navi; il timone della nave “A”, frammenti di vele e sartie, elementi di pompa di sentina. 
Alcune ricostruzioni, anche in chiave moderna, chiariscono la durata dei viaggi e le destinazioni principali dell'età romana. 

### VIII - La vita di bordo
Viaggiare non era molto confortevole, sicuramente come marinaio, ma anche come passeggero. Questa sezione descrive l’altra faccia della navigazione, la dura vita quotidiana a bordo: l'abbigliamento, i bagagli, le tempeste, l'illuminazione di bordo, come si cucinava e si mangiava, culti e superstizioni, la vita quotidiana a bordo. In evidenza: come si vestiva un marinaio, il giaccone di pelle dell'Alkedo; il bagaglio del marinaio della Nave A, un piccolo gruzzolo e una manciata di oggetti personali; giochi per bambini e da tavolo.